# Henry Pelham
Henry Pelham (Londen, 25 september 1694 - Londen, 6 maart 1754) was een Brits Whig-politicus en eerste minister van Groot-Brittannië van 1743 tot zijn overlijden in 1754. In diezelfde periode was hij ook Chancellor of the Exchequer (minister van Financiën). Zijn broer Thomas zou hem opvolgen als eerste minister.

## Levensloop

### Jeugd en eerste stappen in de politiek
Pelham was de tweede overlevende zoon van Thomas Pelham, de eerste Baron Pelham van Laughton, en zijn tweede vrouw Lady Grace Holles. Hij volgde onderwijs aan de Westminster School en het Hart Hall College van Oxford. Na de dood van zijn vader in 1712 erfde hij land in Sussex, waar zijn familie vandaan kwam, en werd zo grootgrondbezitter. Op die manier verwierf hij veel rijkdom. De Pelhams steunden voornamelijk de liberale Whigs en zowel Henry Pelham als zijn oudere broer Thomas werden beiden politiek actief voor deze partij.
In 1715 trad Pelham als vrijwilliger toe tot het leger gedurende de Jakobitische opstand van 1715, dat ervoor wou zorgen dat het Huis Stuart opnieuw de Britse troon zou bezetten. Zo diende hij bij de dragonders in de Slag bij Preston. Nadat de opstand uiteindelijk onderdrukt was, reisde hij door Europa. Vervolgens werd hij in 1717 via de steun van zijn broer voor Seaford verkozen in het House of Commons. Hij bleef er zetelen tot aan zijn dood en vertegenwoordigde vanaf 1722 Sussex.
Dankzij de steun van zijn broer, in die periode Lord Chamberlain (een functie bij het koninklijke huishouden), werd Pelham in 1720 Treasurer of the Chamber bij het koninklijke huishouden en bleef dit tot in 1722. In die periode trad Robert Walpole aan als premier van Groot-Brittannië. De broers Pelham speelden als steun en toeverlaat van Walpole een belangrijke rol in zijn machtsstrijd met Lord Carteret. Nadat Lord Carteret de machtsstrijd verloor en in 1724 aan de kant werd geschoven, werden ze beiden beloond. Henry Pelham werd van 1724 tot 1730 minister van Oorlog en werd daarna van 1730 tot 1743 penningmeester van de Marine.
In 1726 huwde hij met Lady Katharine Manners, een dochter van de tweede hertog van Rutland. Ze kregen acht kinderen, van wie er vier in hun kindertijd stierven. In die periode kende Pelham ook financiële problemen, maar bleef desondanks zeer belangrijk in de Britse politiek.
Pelham bleef een belangrijke steun voor Robert Walpole. Nadat het premierschap van Walpole in 1742 eindigde, werd hij binnen de Whigs de leider van de Walpole-voorstanders.

### Premierschap
De opvolger van Walpole als premier werd Spencer Compton. Nadat die in 1743 overleed, werd Pelham door zijn politieke vaardigheden om het House van Commons gemakkelijk aan zijn kant te krijgen in juli 1743 benoemd tot de nieuwe premier. Dit mandaat combineerde hij met het ministerschap van Financiën.
Na de val van Walpole werd Lord Carteret opnieuw een belangrijke politieke figuur, omdat koning George II zijn diplomatieke vaardigheden waardeerde vooral in een periode van internationale spanningen. Hierdoor kwam er opnieuw een machtsstrijd binnen de Whigs en in februari 1746 nam Pelham ontslag als premier. Koning George II vroeg William Pulteney, de hertog van Bath, om een nieuwe regering te vormen met Lord Carteret. Toen Pulteney er echter niet in slaagde om een regering te vormen, keerde Pelham terug als premier. Hierdoor nam Carterets invloed op de Britse politiek opnieuw af. Vanaf dan waren Henry Pelham, zijn oudere broer Thomas en Philip Yorke de belangrijkste ministers. Pelham deed grote moeite om het House van Commons steeds aan zijn zijde te krijgen en leidde vanaf dan voornamelijk de binnenlandse politiek, terwijl zijn broer zich bezighield met de buitenlandse politiek en Yorke de vrede moest bewaren tussen beide broers, aangezien ze regelmatig ruzie hadden.
Als minister van Financiën probeerde Pelham te vermijden om grote uitgaven te doen en was eerder sceptisch over de Europese alliantieplannen van zijn broer, die nogal tamelijk duur waren. Onder zijn bewind daalden ook de nationale schulden en vanaf 1749 liet ook hij de rentes dalen.
In maart 1754 overleed Pelham in functie, kort nadat er verkiezingen hadden plaatsgevonden. Na zijn dood werd hij door zijn tijdsgenoten geprezen voor zijn integriteit en het feit dat hij zichzelf tijdens zijn politieke loopbaan nooit verrijkt had. Toen koning George II het nieuws van het overlijden van Pelham hoorde, zou hij gezegd hebben: "Nu zal ik nooit meer vrede hebben." Deze uitspraak zou deels uitkomen, want voor de rest van de 18e eeuw en in het begin van de 19e eeuw was Groot-Brittannië betrokken in heel wat oorlogen, voornamelijk met Frankrijk.